# Józef Stopka
Józef Stopka, né le 2 janvier 1942 à Dzianisz, est un biathlète polonais.

## Biographie
Ses premiers championnats du monde ont lieu en 1966 où il est 14e de l'individuel. En 1968, il obtient sa première sélection olympique.
Il remporte une médaille de bronze aux Championnats du monde 1971, en relais avec Andrzej Rapacz, Aleksander Klima et Józef Różak. Avec cette même équipe, il prend la septième place aux Jeux olympiques de Sapporo en 1972, où il est aussi 35e de l'individuel. 

## Palmarès

### Championnats du monde
- Mondiaux 1971 à Hämeenlinna :
  -  Médaille de bronze en relais.